# Born to Expire
Born to Expire — дебютный студийный альбом американского хардкор-панк-коллектива Leeway, выпущенный лейблом Profile Records в 1988 году.

## Об альбоме
В диск вошли пять композиций с дебютного демоальбома группы длительностью 11 минут, вышедшего в 1985 году под названием «Enforcer».

## Список композиций
1. «Rise and Fall/Mark of the Squealer» — 7:34
2. «Be Loud» — 2:18
3. «On the Outside» — 3:25
4. «Defy You» — 3:09
5. «Enforcer» — 3:48
6. «Tools For War» — 3:08
7. «Born to Expire» — 4:07
8. «Marathon» — 2:14
9. «Self Defense» — 1:25
10. «Catholic High School (Girls in Trouble)» — 2:01
11. «Unexpected» — 4:35

## Список композиций с демо
1. Enforcer — 3:43
2. Marathon — 2:22
3. Self Defence — 1:26
4. On the Outside — 3:34
5. Be Loud — 2:48

## Участники записи
- Эдди Саттон — вокал
- A.J. Novello — гитара
- Майкл Гиббонс — гитара
- Зови — бас-гитара
- Tony Fontão — ударные